# Posestvo
Posêstvo je zemljišče, navadno z ustreznimi objekti, ki predstavlja gospodarsko zaokroženo enoto.
Posestvo kot zemljišče lahko predstavlja:
- kmetijsko posestvo (ekspresivno – kmetija)
- gozdno posestvo
- družbeno (državno) posestvo
- zadružno posestvo

## Razvoj besede
Beseda posêstvo je na Slovenskem v uporabi od 18. stoletja. Iz besede posêstvo so izpeljane še naslednje oblike: posêst /last/ (v uporabi od 19. stoletja), posêstnik, posêstnica /lastnik, lastnica/. Beseda posêstvo je nastala iz besede posĕstvь v pomenu kar je zasedeno, pridobljeno v last.